# Anthony Fontana
Anthony William Fontana (Newark, 14 oktober 1999) is een Amerikaans voetballer die als middenvelder speelt.

## Carrière
Op 14-jarige leeftijd werd Fontana toegevoegd aan de jeugdopleiding van het Amerikaanse Philadelphia Union. In 2016 maakte hij de stap naar het hoogste jeugdelftal, dat uitkomt in USL Championship onder de naam Bethlehem Steel FC. Vanaf 2018 speelde hij geregeld bij de hoofdmacht van Philadelphia Union. In 2019 werd hij dan ook officieel toegevoegd aan het eerste elftal. Tot januari 2022 speelde hij 42 wedstrijden en daarin maakte hij acht doelpunten. In februari 2022 maakte hij de overstap naar Europa. Hij ondertekende een contract bij het Italiaanse Ascoli, een succes werd dit niet en zijn contract werd in januari 2023 ontbonden. Vanaf februari trainde hij mee met PEC Zwolle, waarna hij in maart een contract ondertekende tot het einde van het seizoen. Er werd een optie voor een tweede seizoen opgenomen. In de winterperiode van het seizoen 2024/25 werd zijn doorlopende contract ontbonden. Hij speelde in totaal 14 wedstrijden voor de Zwollenaren.

### Carrièrestatistieken
| Seizoen                       | Club               | Competitie          | Competitie | Competitie | Beker | Beker | Overig | Overig | Totaal | Totaal |
| Seizoen                       | Club               | Competitie          | Wed.       | Dlp.       | Wed.  | Dlp.  | Wed.   | Dlp.   | Wed.   | Dlp.   |
| ----------------------------- | ------------------ | ------------------- | ---------- | ---------- | ----- | ----- | ------ | ------ | ------ | ------ |
| 2016                          | Bethlehem Steel    | Championship        | 8          | 0          | –     | –     | –      | –      | 8      | 0      |
| 2017                          | Bethlehem Steel    | Championship        | 11         | 0          | –     | –     | –      | –      | 11     | 0      |
| 2018                          | Bethlehem Steel    | Championship        | 15         | 1          | –     | –     | 1      | 0      | 16     | 1      |
| 2018                          | Philadelphia Union | Major League Soccer | 5          | 1          | 1     | 1     | –      | –      | 6      | 2      |
| 2019                          | Philadelphia Union | Major League Soccer | 8          | 1          | 1     | 1     | –      | –      | 9      | 2      |
| 2019                          | Bethlehem Steel    | Championship        | 14         | 0          | –     | –     | –      | –      | 14     | 0      |
| 2020                          | Philadelphia Union | Major League Soccer | 17         | 6          | –     | –     | 2      | 0      | 19     | 6      |
| 2021                          | Philadelphia Union | Major League Soccer | 12         | 0          | –     | –     | 5      | 2      | 17     | 2      |
| 2021/22                       | Ascoli             | Serie B             | 1          | 0          | 0     | 0     | 0      | 0      | 1      | 0      |
| 2022/23                       | Ascoli             | Serie B             | 1          | 0          | 1     | 0     | –      | –      | 2      | 0      |
| 2022/23                       | PEC Zwolle         | Eerste divisie      | 10         | 0          | 0     | 0     | 0      | 0      | 10     | 0      |
| 2023/24                       | PEC Zwolle         | Eredivisie          | 4          | 0          | 0     | 0     | 0      | 0      | 4      | 0      |
| 2024/25                       | PEC Zwolle         | Eredivisie          | 0          | 0          | 0     | 0     | 0      | 0      | 0      | 0      |
| Carrière totaal               | Carrière totaal    | Carrière totaal     | 106        | 9          | 3     | 2     | 8      | 2      | 197    | 13     |
| Bijgewerkt tot 3 januari 2025 |                    |                     |            |            |       |       |        |        |        |        |

## Interlandcarrière
Verenigde Staten –20 Fontana Fontana in het Verenigde Staten –20, tijdens een wedstrijd tegen Amerikaanse Maagdeneilanden –20. De wedstrijd eindigde in 0–13.
| Interlands van Anthony Fontana voor Verenigde Staten –20 | Interlands van Anthony Fontana voor Verenigde Staten –20 | Interlands van Anthony Fontana voor Verenigde Staten –20 | Interlands van Anthony Fontana voor Verenigde Staten –20 | Interlands van Anthony Fontana voor Verenigde Staten –20 | Interlands van Anthony Fontana voor Verenigde Staten –20 |
| ?                                                        | Datum                                                    | Wedstrijd                                                | Uitslag                                                  | Soort Wedstrijd                                          | Doelpunten                                               |
| Als speler bij Philadelphia Union                        | Als speler bij Philadelphia Union                        | Als speler bij Philadelphia Union                        | Als speler bij Philadelphia Union                        | Als speler bij Philadelphia Union                        | Als speler bij Philadelphia Union                        |
| -------------------------------------------------------- | -------------------------------------------------------- | -------------------------------------------------------- | -------------------------------------------------------- | -------------------------------------------------------- | -------------------------------------------------------- |
| 1.                                                       | 3 november 2018                                          | Amerikaanse Maagdeneilanden – Verenigde Staten           | 0 – 13                                                   | CONCACAF –20                                             | 1                                                        |
| 2.                                                       | 8 november 2018                                          | Saint Vincent en de Grenadines – Verenigde Staten        | 0 – 6                                                    | CONCACAF –20                                             | 3                                                        |

## Erelijst
Philadelphia Union
| Nationaal              |    |      |
| MLS Supporters' Shield | 1x | 2020 |